# Gęś zbożowa
Gęś zbożowa, posiewnica (Anser fabalis) – gatunek dużego wędrownego ptaka wodnego z rodziny kaczkowatych (Anatidae). Zamieszkuje tundrę, lasotundrę i tajgę Eurazji. Zimuje plamowo w pasie od zachodniej Europy po Japonię. Nie jest zagrożony wyginięciem.

## Systematyka i występowanie
Systematyka tego gatunku od dawna jest kwestią sporną. Obecnie, w zależności od ujęcia systematycznego, wyróżnia się od 3 do 5 podgatunków A. fabalis:
- A. fabalis fabalis – gęś zbożowa – pas tajgi od Półwyspu Skandynawskiego po Ural; zimuje w zachodniej, środkowej i południowo-wschodniej Europie oraz skrajnie południowo-zachodniej Azji.
- A. fabalis johanseni – tajga i lasotundra od Uralu po Bajkał; zimuje w Turkmenistanie i Iranie na wschód po zachodnie Chiny.
- A. fabalis middendorffii – gęś tajgowa – azjatycka tajga na wschód od Bajkału; zimuje od wschodnich Chin do Japonii.

Podgatunki sporne, wydzielane przez część autorów, m.in. Międzynarodowy Komitet Ornitologiczny (IOC), w osobny gatunek Anser serrirostris (gęś tundrowa):
- A. fabalis rossicus – tundra północnej Rosji i północno-zachodniej Syberii; zimuje w zachodniej i środkowej Europie i południowo-zachodniej Azji[8].
- A. fabalis serrirostris – gęś tundrowa[4] – tundra północno-wschodniej Syberii; zimuje we wschodnich Chinach, Korei i Japonii[8].

Niektórzy ornitolodzy za podgatunek gęsi zbożowej uznawali też gęś krótkodziobą (A. brachyrhynchus), która w odróżnieniu od zbożowej ma krótki różowo-czarny dziób i różowe łapy.
W Polsce ptaki te są spotykane na przelotach i zimują – gęś zbożowa (sensu stricto) nielicznie, zaś gęś tundrowa licznie. Gęś zbożowa liczniej występuje tylko na północy kraju, na południu występują niemal wyłącznie gęsi tundrowe. Komisja Faunistyczna Sekcji Ornitologicznej Polskiego Towarzystwa Zoologicznego stosuje ujęcie systematyczne według IOC, dlatego na Liście awifauny krajowej wymienia gęś zbożową i tundrową jako osobne gatunki.

## Morfologia
WyglądSamiec i samica, a także osobniki młodociane ubarwione są jednakowo. Samce są jednak większe od samic. Ogólnie ubarwiona szarobrązowo, na grzbiecie i bokach poprzeczne jasne prążki. Podogonie i ogon biały. Łapy pomarańczowe, dziób czarny u nasady i na końcu z pomarańczowymi (ich wielkość zależy od podgatunku) plamami. W locie widać z przodu ciemnoszare skrzydła (gęgawa ma je jasne). Podobna do gęgawy, ale jest ciemniejsza i widać różnice po głowie.
Odróżnienie gęsi zbożowej i tundrowej w terenie jest bardzo trudne.
Wymiary średnie
- Długość ciała 66–89 cm[8]
- Rozpiętość skrzydeł 140–200 cm[12]
- Masa ciała:
  - podgatunek nominatywny: samce 2690–4060 g, samice 2220–3470 g[8]
  - podgatunek rossicus: samce 1970–3390 g, samice 2000–2800 g[8].

## Ekologia i zachowanie

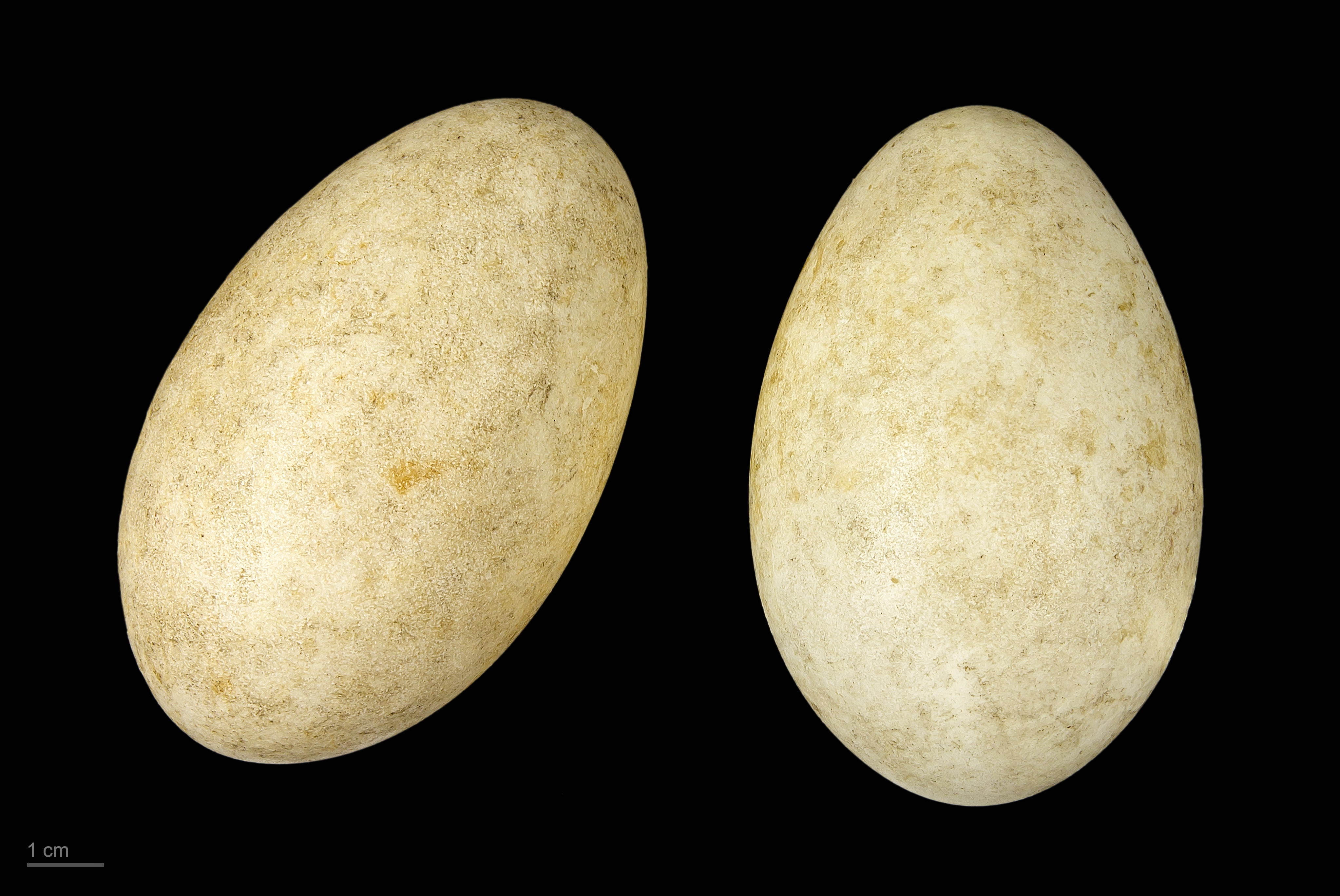
Jaja z kolekcji muzealnej

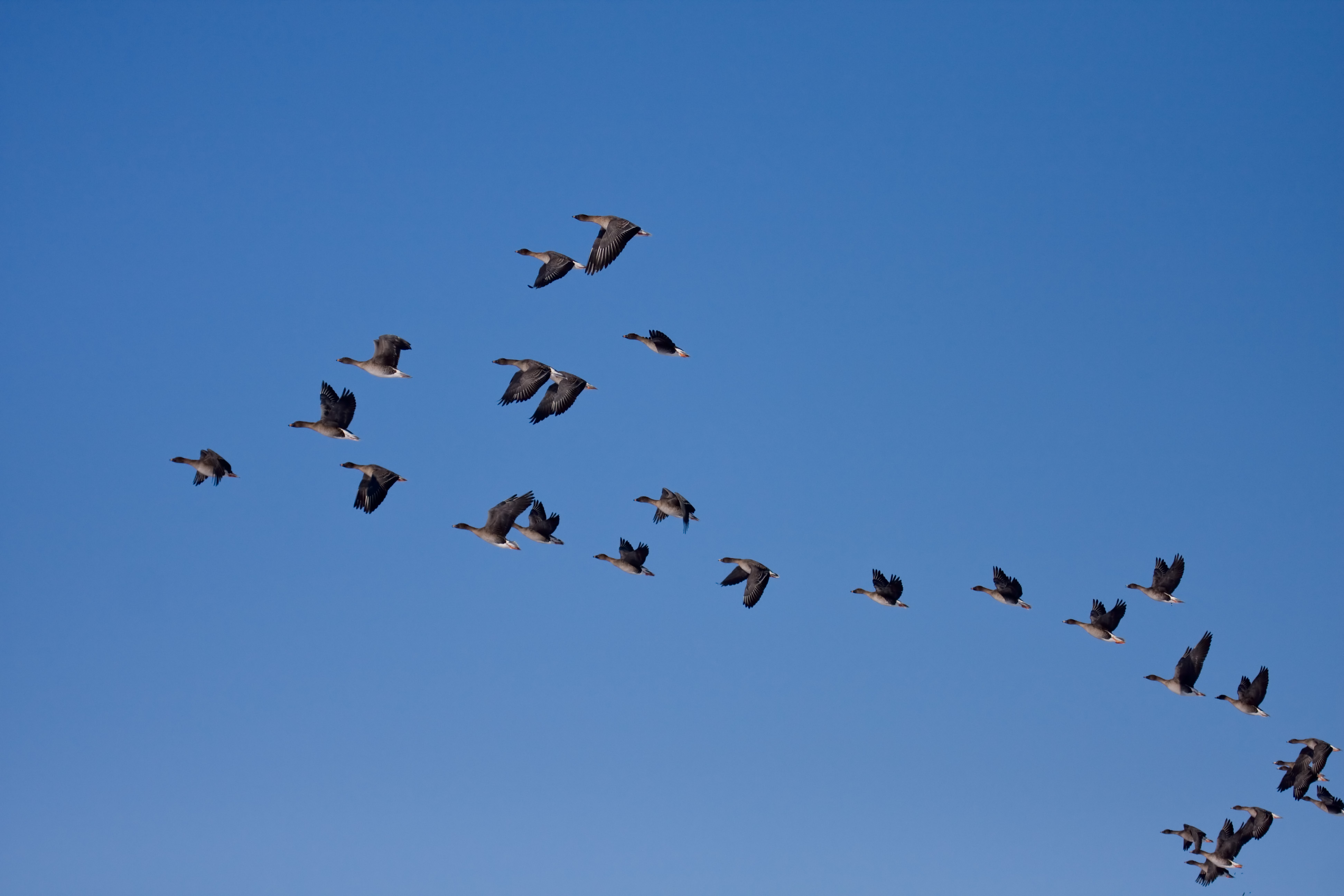
Stado gęsi tundrowej

BiotopTundra i tajga. Zimuje na terenach pokrytych niską roślinnością zielną, szukając nieużytków, odludnych wybrzeży, rozległych pól i pastwisk, jak i wód otwartych. Trudno zbliżyć się do takich stad, bo są bardzo czujne i wśród nich znajdują się strażnicy obserwujący nieustannie najbliższe otoczenie.
GłosWydaje czyste dźwięki „ang ang kaiak”.
GniazdoTo zagłębienia w ziemi wysłane puchem z dodatkiem mchu i trawy w pobliżu wody w odosobnionych miejscach na wybrzeżach jezior i rzek, wysepkach lub bagnach.
JajaW ciągu roku wyprowadza jeden lęg, składając w kwietniu – czerwcu 3 do 8 białawych jaj. Jaja w kolorze od białego do bladozielonkawego o wymiarach 84 × 55,5 mm.
Wysiadywanie, pisklętaJaja wysiadywane są przez okres 25–30 dni przez samicę. Gęsiory jednak znajdują się w pobliżu i opiekują młodymi. Pisklęta usamodzielniają się po 40–50 dniach. Gąsięta po 2 miesiącach potrafią już latać i na przełomie sierpnia i września opuszczają tereny lęgowe. Mają matowe upierzenie o piórach z brązową obwódką.
PożywienieRośliny, które zbiera głównie na lądzie – trawy i rośliny wodne.

## Status i ochrona
Międzynarodowa Unia Ochrony Przyrody (IUCN) uznaje gęś zbożową za gatunek najmniejszej troski (LC – Least Concern) nieprzerwanie od 1988 roku (stosuje ujęcie systematyczne uznające gęś zbożową i tundrową za jeden gatunek). Liczebność światowej populacji w 2015 roku, według szacunków organizacji Wetlands International, mieściła się w przedziale 680–800 tysięcy osobników. Globalny trend liczebności populacji uznawany jest za spadkowy.
W Polsce gatunek łowny od 1 września do 21 grudnia, a na terenie województw: dolnośląskiego, lubuskiego, wielkopolskiego, zachodniopomorskiego do 31 stycznia. W latach 2013–2018 liczebność populacji zimującej gęsi zbożowej (sensu stricto) oceniano na 7–23 tysiące osobników, zaś gęsi tundrowej na 67–203 tysiące osobników. Migrującą przez Polskę populację gęsi tundrowej w tym samym okresie oceniano na 180–300 tysięcy osobników. Należy jednak zaznaczyć, że ze względu na brak dokładnych danych założono, że 10% krajowej populacji stanowi gęś zbożowa (sensu stricto), a pozostałe 90% – gęś tundrowa.